# 河岸街圣母教堂
河岸街圣母教堂（St. Mary le Strand）是一座英国圣公会教堂，位于伦敦西敏市河岸街东端道路中心。这条街上另一座街心教堂是丹麦圣克莱蒙教堂。
目前的教堂由詹姆斯·吉布斯（James Gibbs）设计建造，于1723年献堂。
河岸街圣母教堂的南侧是萨默塞特府、伦敦国王学院的河岸街校区大楼和圣殿区，北侧是布希大樓。它是皇家海军妇女勤务队的官方教堂。最近的地铁站是聖殿站，现已关闭的奧德維奇站几乎在教堂对面。

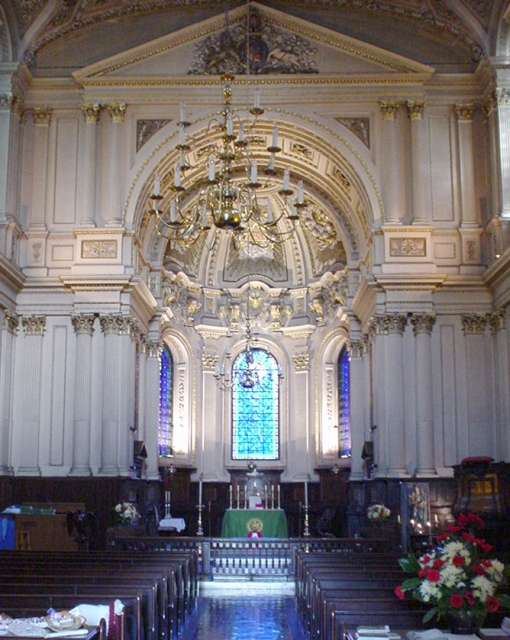
内部